# Abronia (lagarto)
Abronia é um gênero de lagartos da família anguidae. Ao contrário de outros membros da família, como o conhecido licranço, esses lagartos possuem quatro pernas e hábitos arborícolas.  São encontrados no norte da América do Sul e costumam viver nas copas das árvores. Possuem algumas adaptações para a vida arbórea, notavelmente uma cauda preênsil, ainda assim, assim como muitas espécies de lagartos, eles podem amputar a cauda (que posteriormente volta a crescer) na presença de um predador. Todas as espécies conhecidas são vivíparas.
Apesar de serem encontrados em áreas tropicais, o registro fóssil da família indica que esses lagartos na verdade se originaram da América do Norte e migraram para o sul durante o período Plioceno, possivelmente devido ao esfriamento da temperatura, que não é bom para lagartos.

## Espécies
Gênero Abronia
- Abronia anzuetoi
- Abronia aurita
- Abronia bogerti
- Abronia campbelli
- Abronia chiszari
- Abronia deppii
- Abronia fimbriata
- Abronia frosti
- Abronia fuscolabialis
- Abronia gaiophantasma
- Abronia graminea
- Abronia leurolepis
- Abronia lythrochila
- Abronia martindelcampoi
- Abronia matudai
- Abronia meledona
- Abronia mitchelli
- Abronia mixteca
- Abronia montecristoi
- Abronia oaxacae
- Abronia ochoterenai
- Abronia ornelasi
- Abronia ramirezi
- Abronia reidi
- Abronia salvadorensis
- Abronia smithi
- Abronia taeniata